# Championnat du Danemark de football 2024-2025
Navigation
Édition précédente Édition suivante
| \| Aalborg Aarhus Brøndby Copenhague Lyngby Midtjylland Nordsjælland Randers SønderjyskE Silkeborg Vejle Viborg \| Localisation des clubs engagés dans le championnat. |
| Aalborg Aarhus Brøndby Copenhague Lyngby Midtjylland Nordsjælland Randers SønderjyskE Silkeborg Vejle Viborg                                                           |

La saison 2024-2025 de Superliga est la cent-douzième édition de la première division danoise. Elle oppose les douze meilleurs clubs du Danemark en une série de vingt-quatre journées suivie de barrages, servant à déterminer le champion, les clubs qualifiés pour les compétitions européennes ainsi que les équipes reléguées. Lors de cette saison, le FC Midtjylland défend son titre face à onze autres équipes dont deux promus de deuxième division.

## Participants
Légende des couleurs
- Deuxième tour de qualification de la Ligue des champions 2024-2025
- Deuxième tour de qualification de la Ligue Europa 2024-2025
- Deuxième tour de qualification de la Ligue Europa Conférence 2024-2025
- Promu de deuxième division

| Club            | Présent depuis | Classement 2023-2024 | Stade               | Capacité théorique |
| --------------- | -------------- | -------------------- | ------------------- | ------------------ |
| FC Midtjylland  | 2000           | 1                    | MCH Arena           | 11 809             |
| Brøndby IF      | 1982           | 2                    | Brøndby Stadion     | 29 000             |
| FC Copenhague   | 1992           | 3                    | Parken              | 38 065             |
| FC Nordsjælland | 2002           | 4                    | Farum Park          | 9 900              |
| AGF Aarhus      | 2015           | 5                    | Ceres Park          | 20 032             |
| Silkeborg IF    | 2021           | 6                    | JYSK Park           | 10 000             |
| Randers FC      | 2012           | 7                    | AutoC Park Randers  | 12 000             |
| Viborg FF       | 2021           | 8                    | Energi Viborg Arena | 9 566              |
| Vejle BK        | 2023           | 9                    | Vejle Stadion       | 10 418             |
| Lyngby BK       | 2019           | 10                   | Lyngby Stadion      | 10 000             |
| SønderjyskE     | 2024           | 1 (D2)               | Sydbank Park        | 10 000             |
| Aalborg BK      | 2024           | 2 (D2)               | Aalborg Stadion     | 16 000             |

## Règlement
Le classement est basé sur le barème de points classique, une victoire valant trois points, un match nul un seul et une défaite aucun. En cas d'égalité de points, les équipes concernées sont d'abord départagées sur la base de la différence de buts générale puis du nombre de buts marqués et enfin du nombre de buts marqués à l'extérieur. Si l'égalité persiste après application de ces critères, les équipes concernées sont départagées soit par tirage au sort si les places disputées n'ont aucune influence particulière, soit par un match d'appui sur terrain neutre si une des places disputées est qualificative pour une compétition européenne, le titre de champion ou la relégation.

## Phase préliminaire

### Classement
| Rang | Équipe           | Pts | J  | G  | N | P  | Bp | Bc | Diff |
| ---- | ---------------- | --- | -- | -- | - | -- | -- | -- | ---- |
| 1    | FC Midtjylland T | 45  | 22 | 14 | 3 | 5  | 42 | 27 | +15  |
| 2    | FC Copenhague    | 41  | 22 | 11 | 8 | 3  | 38 | 24 | +14  |
| 3    | AGF Aarhus       | 36  | 22 | 9  | 9 | 4  | 42 | 23 | +19  |
| 4    | Randers FC       | 35  | 22 | 9  | 8 | 5  | 39 | 28 | +11  |
| 5    | FC Nordsjælland  | 35  | 22 | 10 | 5 | 7  | 39 | 36 | +3   |
| 6    | Brøndby IF       | 33  | 22 | 8  | 9 | 5  | 42 | 32 | +10  |
| 7    | Silkeborg IF     | 33  | 22 | 8  | 9 | 5  | 38 | 29 | +9   |
| 8    | Viborg FF        | 28  | 22 | 7  | 7 | 8  | 38 | 39 | -1   |
| 9    | Aalborg BK P     | 21  | 22 | 5  | 6 | 11 | 23 | 41 | -18  |
| 10   | Lyngby BK        | 18  | 22 | 3  | 9 | 10 | 15 | 26 | -11  |
| 11   | SønderjyskE P    | 17  | 22 | 4  | 5 | 13 | 26 | 51 | -25  |
| 12   | Vejle BK         | 13  | 22 | 3  | 4 | 15 | 24 | 50 | -26  |

|  | Qualification pour les barrages de championnat                                           |
|  | Qualification pour les barrages de qualification                                         |
|  | T : Tenant du titre C : Vainqueur de la Coupe du Danemark P : Promu de deuxième division |

## Deuxième phase

### Groupe championnat
Les points et buts marqués lors de la phase championnat sont retenus en totalité. À l'issue de cette phase, le premier au classement remporte le championnat et se qualifie pour le deuxième tour de qualification de la Ligue des champions 2025-2026, le deuxième se qualifie pour le deuxième tour de qualification de la Ligue Conférence 2025-2026, le troisième se qualifie pour un match d'appui face au premier du barrage de relégation. Le vainqueur de la Coupe du Danemark se qualifie pour le deuxième tour de qualification de la Ligue Europa 2025-2026.

#### Classement
| Rang | Équipe           | Pts | J  | G  | N  | P  | Bp | Bc | Diff |
| ---- | ---------------- | --- | -- | -- | -- | -- | -- | -- | ---- |
| 1    | FC Copenhague C  | 63  | 32 | 18 | 9  | 5  | 60 | 33 | +27  |
| 2    | FC Midtjylland T | 62  | 32 | 19 | 5  | 8  | 64 | 42 | +22  |
| 3    | Brøndby IF       | 51  | 32 | 13 | 12 | 7  | 58 | 46 | +12  |
| 4    | Randers FC       | 48  | 32 | 13 | 9  | 10 | 57 | 50 | +7   |
| 5    | FC Nordsjælland  | 46  | 32 | 13 | 7  | 12 | 53 | 56 | -3   |
| 6    | AGF Aarhus       | 40  | 32 | 10 | 10 | 12 | 53 | 46 | +7   |

Qualifications européennes
Ligue des champions 2025-2026
- 1er : deuxième tour de qualification

Ligue Europa 2025-2026
- 2e : deuxième tour de qualification

Ligue Conférence 2025-2026
- 3e : deuxième tour de qualification
- 4e : barrages européens

Abréviations

### Barrages de relégation
Les points et buts marqués lors de la phase championnat sont retenus en totalité. À l'issue de cette phase, les deux derniers sont relégués directement en deuxième division. Le premier dispute un match de barrage pour une qualification en Ligue Conférence 2025-2026.

#### Classement
| Rang | Équipe        | Pts | J  | G  | N  | P  | Bp | Bc | Diff |
| ---- | ------------- | --- | -- | -- | -- | -- | -- | -- | ---- |
| 7    | Silkeborg IF  | 49  | 32 | 13 | 12 | 9  | 56 | 41 | +15  |
| 8    | Viborg FF     | 47  | 32 | 12 | 11 | 9  | 57 | 50 | +7   |
| 9    | SønderjyskE P | 37  | 32 | 10 | 7  | 15 | 47 | 64 | -17  |
| 10   | Vejle BK      | 28  | 32 | 7  | 7  | 18 | 37 | 64 | -27  |
| 11   | Lyngby BK     | 27  | 32 | 5  | 12 | 15 | 26 | 43 | -17  |
| 12   | Aalborg BKP   | 24  | 32 | 5  | 9  | 18 | 34 | 67 | -33  |

Qualifications européennes
- 7e : barrages européens

Relégation en deuxième division
- 11e et 12e : relégation

Abréviations

### Barrage européen
Le barrage oppose le troisième des barrages de championnat au premier des barrages de relégation le 1er juin 2025. Le vainqueur se qualifie pour le deuxième tour de qualification de la Ligue Conférence 2025-2026.
| Club       | Score | Club         |
| ---------- | ----- | ------------ |
| Randers FC | 1 - 3 | Silkeborg IF |

Légende des couleurs
- Qualification pour le deuxième tour de qualification de la Ligue Conférence 2024-2025.